# 悼公 (宋)
悼公（とうこう、? - 紀元前396年）は、戦国時代の宋の君主（在位前404年 - 前396年）。姓は子、名は購由。昭公の子。昭公の後をうけて宋国の君主となった。在位8年。
紀元前385年、韓の攻撃を受けて、その侵攻は彭城に達し、悼公は捕らえられた。このときに殺害されたとみられる。